# Авратин (Житомирская область)
Авра́тин (укр. Авра́тин) — село на Украине, находится в Любарском районе Житомирской области.
Код КОАТУУ — 1823180201. Население по переписи 2001 года составляет 407 человек. Почтовый индекс — 13141. Телефонный код — 4147. Занимает площадь 14,322 км².

## Адрес местного совета
13141, Житомирская область, Любарский р-н, с.Киреевка, ул. Мира, 6

## Известные жители
- Березовский, Антон Иосифович